# アンコール劇場 (フジテレビ)
『アンコール劇場』（アンコールげきじょう）は、1975年10月から1978年9月までフジテレビが毎週月曜 - 金曜 16:00 - 17:00 （日本標準時）に編成していた再放送枠である。

## 概要
情報番組『リビング4』が14時台へ移動したのに伴い誕生した枠で、時代劇を中心に放送。時々現代劇も再放送していたが、末期にはほぼ時代劇だけを再放送していた。また夏休みの時期には、特別編成としてテレビアニメを2本立てで再放送。1977年には、春休みの時期にもアニメ『荒野の少年イサム』を再放送した。
1978年秋の改編で、それまでアニメや特撮の再放送が行われていた18時台で報道番組『FNNニュースレポート6:00』がスタートするにあたり、再放送枠を16時台へ移すため、3年続いた本枠は廃止。以後ドラマの再放送は、それまで『ママとあそぼう!ピンポンパン』と『ひらけ!ポンキッキ』の再放送が行われていた17時台で行われた。

## 放送作品一覧
参考：『タイムテーブルからみたフジテレビ50年史』フジテレビ編成制作局、2009年、67 - 77頁。

### 1975年
- 木枯し紋次郎（中村敦夫主演版）
- 浮世絵 女ねずみ小僧

### 1976年
- 続・浮世絵 女ねずみ小僧
- 隼人が来る
- ぶらり信兵衛 道場破り
- 編笠十兵衛
- ゲゲゲの鬼太郎（第2作）
- かあさんの四季
- 下町かあさん

### 1977年
- どてらい男
- 荒野の少年イサム - 春休みの特別編成。
- がんばれヒーロー大会 - 夏休みの特別編成。『国松さまのお通りだい』ほか1篇を放送。
- 同心部屋御用帳 江戸の旋風

### 1978年
- 浮世絵女ねずみ小僧
- 同心部屋御用帳 江戸の旋風II
- 木枯し紋次郎（中村敦夫主演版）
- 夏休みまんが大会 - 特別編成。『新造人間キャシャーン』と『ジャングルの王者ターザン』を放送。